# Rare Earth
Rare Earth je americká rocková skupina z Detroitu, vzniklá v roce 1968 na základech kapely The Sunliners, která působila již od roku 1960. Již v roce 1968 kapele vyšlo první album Dreams/Answers (Verve Records), ale většího úspěchu se jí dostalo s druhou deskou Get Ready (1969). Ta vyšla na značce Rare Earth Records, dceřiné společnosti Motownu vzniklé pro účely této kapely (vydavatelství později vydávalo i nahrávky jiných interpretů). Album se umístilo na 12. příčce americké hitparády a později bylo oceněno platinovou deskou. Titulní singl dosáhl čtvrté příčky hitparády. Kapela později vydala řadu dalších alb. V roce 1969 nahrála hudbu k filmu Generation.

## Diskografie

### Studiová alba
- 1968 Dreams/Answers
- 1969 Get Ready
- 1969 Generation
- 1970 Ecology
- 1971 One World
- 1972 Willie Remembers
- 1973 Ma
- 1975 Back to Earth
- 1976 Midnight Lady
- 1977 Rarearth
- 1978 Band Together
- 1978 Grand Slam
- 1982 Tight and Hot
- 1993 Different World
- 2005 Rare Earth
- 2008 A Brand New World

### Živá alba
- 1971 Rare Earth in Concert
- 1974 Live in Chicago
- 1989 Made in Switzerland

### Singly
- "Generation, Light Up the Sky" - 1969 (Rare Earth Records R 5010)
- "Get Ready" - 1970 (Rare Earth Records R 5012)
- "(I Know) I'm Losing You" - 1970 (Rare Earth Records R 5017)
- "Born to Wander" - 1970 (Rare Earth Records R 5021)
- "I Just Want to Celebrate" - 1971 (Rare Earth Records R 5031)
- "Hey Big Brother" - 1971 (Rare Earth Records R 5038)
- "What'd I Say" - 1972 (Rare Earth Records R 5043)
- "Good Time Sally" - 1972 (Rare Earth Records R 5048)
- "We're Gonna Have a Good Time" - 1972 (Rare Earth Records R 5052)
- "Ma (Vocal)" - 1973 (Rare Earth Records R 5053)
- "Hum Along and Dance" - 1973 (Rare Earth Records R 5054)
- "Big John Is My Name" - 1973 (Rare Earth Records R 5056)
- "Chained" - 1974 (Rare Earth Records R 5057)
- "Keepin' Me Out of the Storm" - 1975 (Rare Earth Records R 5059)
- "It Makes You Happy (But It Ain't Gonna Last Too Long)" - 1975 (Rare Earth Records R 5058)
- "Midnight Lady" - 1976 (Rare Earth Records R 5060)
- "Warm Ride" - 1978 (Prodigal Records)

### Kompilace
- 1975 Masters of Rock
- 1976 Disque d'Or
- 1981 Motown Superstar Series, Vol. 16
- 1988 Get Ready/Ecology
- 1991 Greatest Hits & Rare Classics
- 1994 Earth Tones: Essential
- 1995 Anthology: The Best of Rare Earth
- 1996 Rare Earth featuring Peter Rivera
- 1998 The Very Best of Rare Earth
- 2001 20th Century Masters - The Millennium Collection: The Best of Rare Earth
- 2004 The Collection
- 2005 Get Ready and More Hits
- 2006 Best of Rare Earth
- 2008 Fill Your Head: The Studio Albums 1969-1974